# Чэнъян
Чэнъя́н (кит. упр. 城阳, пиньинь Chéngyáng) — район городского подчинения города субпровинциального значения Циндао провинции Шаньдун (КНР). Название района означает «восток города» и связано с тем, что изначально эти земли входили в состав не Циндао, а расположенного к западу Цзимо.

## История
Изначально эти земли входили в состав уезда Цзимо. В 1950 году в составе уезда Цзимо был образован район Чжунцунь (仲村区), а в 1956 году район Чжунцунь и посёлок Чэнъян были объединены в район Чэнъян. В 1961 году эти земли были переданы в состав уезда Лаошань (崂山县). В ноябре 1988 года уезд Лаошань был преобразован в район Лаошань. В 1994 году из района Лаошань был выделен район Чэнъян.

## Административное деление
Район делится на 8 уличных комитетов.

## Транспорт
На территории района Чэнъян расположен международный аэропорт «Циндао Лютин» — главные воздушные ворота Циндао.